# Joe Bonner
Joseph „Joe“ Bonner (* 20. April 1948 in  Rocky Mount, North Carolina; † 20. November 2014 in Denver, Colorado) war ein US-amerikanischer Jazzpianist.

## Leben und Wirken
Joe Bonner stammt aus der Heimatstadt des Pianisten Thelonious Monk, der zu einer seiner musikalischen Vorbilder wurde. Zu seinen weiteren Einflüssen zählen McCoy Tyner und Art Tatum. Er wuchs in Harlem auf und studierte dann vier Jahre zunächst Tuba, dann Piano an der Virginia State College in Petersburg. Mit 22 Jahren zog Bonner mit Harold Vick nach New York und begann seine Karriere als Berufsmusiker. Dort lernte er Max Roach kennen, der auch aus North Carolina stammt, und hatte seinen ersten Auftritt in Roachs Band im Crawford's Grill in Pittsburgh. Bonner blieb ein halbes Jahr bei Roach und wechselte dann 1961 in die Band von Roy Haynes als Nachfolger von Chick Corea. Außerdem arbeitete er mit Freddie Hubbard und James Spaulding. Als Kenny Barron Hubbards Band Ende der 1960er Jahre verließ, übernahm Bonner dessen Platz und spielte zweieinhalb Jahre in dieser Formation. Um 1970 spielte er dann in der Band von Pharoah Sanders und wirkte an Alben wie Black Unity und Rejoice für die Label Impulse! Records und Evidence mit. 1972 arbeitete er mit dem Bassisten Richard Davis. Danach wurde Bonner Mitglied er Thad Jones/Mel Lewis Bigband, wo er Roland Hanna ablöste. In der Band spielte auch Billy Harper, an dessen Album Black Saint für das gleichnamige Jazzlabel Bonner 1975  mitwirkte.
Mit Harper ging er auf Europa-Tournee; dabei kam es in Kopenhagen zur Zusammenarbeit mit  Niels-Henning Ørsted Pedersen. Bonner blieb dann mehrere Jahre in Kopenhagen und produzierte ab 1979 eine Reihe von Alben für SteepleChase Records, an denen u. a. der Vibraphonist Khan Jamal, der Bassist Johnny Dyani und der Schlagzeuger Billy Higgins mitwirkten. Nach seiner Rückkehr in die Vereinigten Staaten ließ er sich in Denver nieder, gründete das Quartett The Bonner Party und trat in Clubs der Region auf. Später kehrte er nochmals nach Kopenhagen zurück und arbeitete dort u. a. als Bigband-Arrangeur.

## Diskographische Hinweise
- Angel Eyes (Muse Records 1975, mit Billy Harper, Linda Sharrock, Leroy Jenkins, Juni Booth, Jimmy Hopps)
- Parade (SteepleChase, 1979)
- Devotion (SteepleChase, 1983)
- Suburban Fantasies (SteepleChase, 1983)
- Suite for Chocolate (SteepleChase, 1985) mit Jesper Lundgaard
- New Life (SteepleChase, 1986)
- Impressions of Copenhagen (Evidence, 1988)
- Monkisms (Capri, 2000)

## Lexikalische Einträge
- Richard Cook, Brian Morton: The Penguin Guide to Jazz on CD. 6. Auflage. Penguin, London 2002, ISBN 0-14-051521-6.